# Leonida Tonelli
Leonida Tonelli (Gallipoli, 19 aprile 1885 – Pisa, 12 marzo 1946) è stato un matematico italiano, uno dei maggiori analisti della prima metà del XX secolo.

## Biografia
Dopo gli studi superiori tecnici compiuti a Pesaro, nel 1902 si iscrisse alla Facoltà di Scienze dell'Università di Bologna, dove ebbe come docenti, fra gli altri, Federigo Enriques, Luigi Donati, Salvatore Pincherle e Cesare Arzelà con cui si laureò con lode nel 1907 discutendo una tesi in analisi funzionale.
Subito dopo, divenne assistente di Pincherle insegnando algebra e geometria analitica, calcolo infinitesimale e analisi superiore, fin quando, conseguita già nel 1910 la libera docenza in analisi infinitesimale, vinse la cattedra di algebra dell'Università di Cagliari nel 1913 e, nello stesso anno, quella di analisi infinitesimale dell'Università di Parma, dove prese subito servizio come professore straordinario fino al 1917, quando conseguì l'ordinariato in questa disciplina.
Partecipò come volontario alla prima guerra mondiale col grado di capitano d'artiglieria della milizia territoriale, venendo insignito della Medaglia di Bronzo al Valor Militare. Nel 1922, si trasferì all'Università di Bologna dove tenne dapprima la cattedra di Analisi superiore, quindi quella di Analisi infinitesimale dal 1928, al contempo avendo anche incarichi di insegnamento della stessa disciplina all'Università di Ferrara, più quelli di matematica per gli allievi chimici dell'Alma Mater Studiorum. A questo periodo (1922-28) risalgono le due opere didattiche più importanti del Tonelli, frutto dei suoi corsi di Analisi superiore, cioè Fondamenti di calcolo delle variazioni (2 voll., 1921-23) e Serie trigonometriche (1928), dove tra l'altro esponeva, nella prima, i nuovi metodi diretti del calcolo delle variazioni, da lui introdotti, e nella seconda originali risultati sulle serie doppie.
Nel 1930, passò alla cattedra di Analisi infinitesimale dell'Università di Pisa, dove tenne pure, per incarico, l'insegnamento di Analisi superiore alla Scuola Normale Superiore anche per volere di Giovanni Gentile. Degna di essere ricordata fu, come direttore straordinario, la sua strenua difesa della Scuola Normale e delle strutture annesse dall'invasione dei tedeschi del 1943, partecipando poi valorosamente alla liberazione della città di Pisa che, in riconoscenza, lo nominò vicesindaco e presidente dell'Ente comunale di pubblica assistenza.
A Pisa, ad eccezione di un suo breve trasferimento praticamente solo nominale all'Università di Roma (e all'INDAM) per il periodo 1939-1942, completò la sua carriera accademica fino alla morte prematura, sopraggiunta nel 1946. Qui, Tonelli riuscì a fare ricrescere il prestigio degli Annali della Scuola Normale Superiore e a creare una scuola di analisi matematica che ebbe seguito, in cui si formarono molti allievi, futuri docenti e importanti matematici, tra i quali vanno ricordati (oltre agli altri allievi delle precedenti sedi) Lamberto Cesàri, Alessandro Faedo e Guido Stampacchia. È sepolto, accanto ad Ulisse Dini e a Luigi Bianchi, nel Cimitero monumentale di Pisa.
Fu socio dell'Accademia Nazionale dei Lincei, della Pontificia Accademia delle Scienze e di varie altre accademie ed istituzioni scientifiche italiane e straniere, che gli attribuirono diversi premi e vari riconoscimenti. Dopo la morte, l'Università di Pisa gli intitolò l'Istituto di Matematica, oggi Dipartimento di Matematica "Leonida Tonelli".
I suoi maggiori contributi riguardarono l'analisi funzionale e, soprattutto, il calcolo delle variazioni dove, tra l'altro, evidenziò l'importanza dei funzionali semicontinui e le relative questioni connesse all'esistenza dei loro estremi. S'interessò anche di teoria dell'integrazione, con importanti risultati nell'indirizzo moderno aperto da Henri Lebesgue, e della teoria delle superfici minime.

## Opere principali
- Algebra, Bologna, Lit. Cippitelli, 1910.
- Calcolo infinitesimale, Bologna, Tip. R. Univ. Bologna, 1910.
- Fondamenti di calcolo delle variazioni, 2 voll., Bologna, Nicola Zanichelli Editore, 1921-23.
- Lezioni di calcolo infinitesimale, lezioni raccolte da U. Franzoni, Bologna, Tip. R. Univ. Bologna, 1925.
- Corso di analisi superiore, lezioni raccolte da G. Lampariello, Bologna, Tip. R. Univ. Bologna, 1925-26.
- Serie trigonometriche, Bologna, Nicola Zanichelli Editore, 1928.
- Lezioni di analisi matematica, 2 voll., Pisa, Tipo-Lit. F.lli Gozani, 1939-42.
- Esercizi di analisi matematica, 2 voll., Pisa, Tipo-Lit. D. Tacchi, 1941-42.
- Corso di matematica per la scuola media (con E. Lindner), 3 voll., Firenze, G.C. Sansoni, 1941-43 (con successive edizioni).
- Aritmetica e algebra per le scuole medie superiori (con E. Lindner), Firenze, G.C. Sansoni, 1944-46 (con successive edizioni).
- Opere scelte, a cura dell'UMI-CNR, 4 voll., Roma, Edizioni Cremonese, 1960-64 (ristampa, 2000).